# ノース・ブリティッシュ鉄道
ノース・ブリティッシュ鉄道（ノース・ブリティッシュてつどう、英語: North British Railway）は、スコットランド・エディンバラに本社を置いていた、かつてのイギリスの鉄道会社である。ベリックでイングランド側の鉄道と連絡する目的で1844年に設立された。1846年に路線が開通すると、会社は初期から地理的な営業範囲を拡大するという方針を追求し、また特にカレドニアン鉄道と競争を繰り広げた。このために会社は巨額の資金をつぎ込むことになり、結果として株主の承認を得られず2人の会長が辞任することになった。
そうではあるものの、会社はカーライルに到達することに成功し、後にここでミッドランド鉄道と協力を結ぶことになった。さらにエディンバラからパースやダンディーへも結んだが、長年にわたってこれらの都市へはフォース湾とテイ湾を渡るフェリー連絡を要していた。最終的にノース・ブリティッシュ鉄道はテイ橋を建設するが、強風の中列車が渡っている最中に橋が崩落した。会社はこの失敗を切り抜けて、2代目のテイ橋を開通させ、さらにそのすぐ後にフォース橋も開通させて、エディンバラより北の鉄道網を大きく変革した。
初期から、鉱物の輸送が主となり、旅客輸送よりも多くの収入を鉱物輸送から得ていた。
1923年に鉄道網が四大グループ化された時点で、ノース・ブリティッシュ鉄道はスコットランドでは最大、イギリス全体では5番目の規模の鉄道であった。この年新しく設立されたロンドン・アンド・ノース・イースタン鉄道に合併した。

## 最初の段階
スコットランドの初期の鉄道は、主に鉱物資源（初期にはたいてい石炭と石灰石）の輸送に従事しており、船で積み出す川や海岸の港までの短い距離であった。1842年のエディンバラ・アンド・グラスゴー鉄道の開業は、より長距離の一般輸送目的の鉄道が商業的に成功しうることを示した。
エディンバラ・アンド・グラスゴー鉄道の建設中に、金融市場が幾分緩和し、イングランド側では長距離鉄道の急速な発展が起きた。スコットランドの発起人らはスコットランド中心部を発展しつつあるイングランドの鉄道網へどうやってつなぐかの検討を始め、承認経路を決定するための政府の委員会が設立された。しばらくの間は、1本の鉄道のみが商業的に実行可能であるものと思われていた。この委員会（スミス＝バーロー委員会）はしばらくの間審議し、あいまいな報告書を出した。大衆の世論はさらに先に進み、数多くの鉄道構想が提案されたが、すべての提案が実行可能というわけではなかった。
この狂乱状態の中で、事業家の一団がノース・ブリティッシュ鉄道会社を設立し、エディンバラからベリック（後にベリック・アポン・ツイードと呼ばれるようになる）の路線と、ハディントンへの支線を建設しようとした。彼らは1844年に議会で承認する立法を成立させた。ニューカッスル・アンド・ベリック鉄道がこの時点で路線を建設中であり、これに間に合うようにノース・ブリティッシュ鉄道はエディンバラとロンドンを結ぶ鉄道の通し路線を形成することになっていた。

## 初期の計画
鉄道構想は、競合会社との競争であった。主な競合者はカレドニアン鉄道であり、同社はエディンバラとグラスゴーの双方からカーライルへの鉄道建設を計画しており、そこで北上してくるイングランド側の鉄道と連絡しようとしていた。しかしカレドニアン鉄道は1844年の時点で議会に法案を提出するために十分な出資申し込みを確保することができず、翌年に持ち越しとなった。
ノース・ブリティッシュ鉄道の会長ジョン・リアマンスは、可能な限り広い領域を確保することが、ノース・ブリティッシュ鉄道が直面する熾烈な競争において重要であると見ていた。彼は、エディンバラからカーライルまでホイックを経由する2番目の本線の計画を準備し、また自社線の計画を準備していたエディンバラ・アンド・パース鉄道の支配権を握ろうと試みた。1845年の議会会期においてリアマンスは、競合者の侵入を未然に防ぐことを主な目的として、数多くの支線を認可する法案を可決させた。これに加えて、カーライルまでの路線の最初の区間となるエディンバラ・アンド・ホイック鉄道も認可された。この鉄道は名目上は独立していたが、実際のところリアマンスとその他のノース・ブリティッシュ鉄道取締役らが株式を所有していた。また同じく1845年の会期において、カレドニアン鉄道も認可された。カレドニアン鉄道は、以後激しい競争相手となることになる。エディンバラ・アンド・パース鉄道は議会承認を得られなかった。
ホイックまでの路線は、時代遅れとなったエディンバラ・アンド・ダルキース鉄道の経路を使うことになっていた。この鉄道は標準軌ではなく、石の枕木を使った馬車鉄道であり、線路を本線の規格に改良するには多額の費用を必要とした。

## 本線の開通
これらの拡張計画すべては、本線の開業以前でも既に巨額の費用を要していた。ついに1846年6月22日になり、ベリックとハディントンへの路線が一般向けに開業した。1日に5本の列車が運転され、これに加えてエディンバラとマセルバラを結ぶ区間列車も1日に10本運転された。宗教的観点からかなりの反対があったものの、日曜日の列車も運転された。
この時点で、ニューカッスル・アンド・ベリック鉄道は開業できておらず、ロンドンへの旅客や貨物はベリックとニューカッスルの間を道路で連絡しなければならなかった。ツイード川の南岸にありベリックの対岸にあたるツイードマスとニューカッスル・アポン・タインの間は1847年7月1日に開通した。これによりノース・ブリティッシュ鉄道はエディンバラからロンドンまでの列車を宣伝できるようになったが、旅客も貨物もベリックにおいてツイード川を、ニューカッスルにおいてタイン川を渡る道路輸送を必要としていた。これらの2本の川に架かる橋は依然建設中であったのである。ヴィクトリア女王を迎えてこれらの恒久的な橋が開通するのは1850年のことになったが、それ以前に仮設の橋を使った列車の運行が行われていた。

## エディンバラの駅
エディンバラの駅は旧市街と新市街の間にある窪地に位置していた。この土地は、ノア・ロッホと呼ばれるみすぼらしく非衛生的な沼地であったが、段階的にこの地域の一部に庭園を造成していった。ノース・ブリティッシュ鉄道は、ノース・ブリッジに近い窮屈な場所を取得し、エディンバラ・アンド・グラスゴー鉄道はノース・ブリティッシュ鉄道と接続するために、自社のターミナルであったヘイマーケット駅から路線を延長してきた。新駅は共同で運営され、単にエディンバラ駅と呼ばれるか、ノース・ブリッジ駅と呼ばれていた。のちにゼネラル駅と呼ばれるようになり、さらに後になってエディンバラ・ウェイヴァリー駅と名付けられた。

## ジョージ・ハドソンによる買収提案
イングランドの鉄道起業家であるジョージ・ハドソンは、彼の所有する鉄道網を拡大しつつあり、1847年の時点で彼の所有するヨーク・アンド・ニューカッスル鉄道は、ロンドンからエディンバラまでの経路のイングランド側の区間を形成する上で、ニューカッスル・アンド・ベリック鉄道と近い関係にあった。ハドソンは、自身の所有する企業を通じて、ノース・ブリティッシュ鉄道の資本に8パーセント上乗せして買収する提案を行った。ハドソンの提案はノース・ブリティッシュ鉄道の価値を高く評価するものであったが、会長の勧告もあってノース・ブリティッシュ鉄道株主らによって拒絶された。

## ホイック線
議会はノース・ブリティッシュ鉄道に対しカーライルまでの通しの路線の許可を与えることを拒否し、差し当たってはホイックがノース・ブリティッシュ鉄道の南側の終点となったが、後にカーライルまでの建設計画があることは明確であった。エディンバラ側の区間でかつてのエディンバラ・アンド・ダルキース鉄道の線路跡を使うことから、ノース・ブリティッシュ鉄道とこの路線の間で連絡線が造られ、エディンバラ・アンド・ダルキース鉄道線の規格の向上、ダルキースまでの単線区間の複線化、そしてサウス・エスク川とダルハウジーを越える新しい高架橋の建設などが行われた。
エディンバラ・アンド・ホイック鉄道を正式にノース・ブリティッシュ鉄道が買収した後、1847年に最初の区間が開業し、1849年11月1日にホイックまで全通した。当面の間、リアマンスの目的である、後にウェイヴァリー線となるカーライル到達は、保留となった。

## 初期の支線群
ノース・ブリティッシュ鉄道は1846年に、本線およびホイック線から分岐する数多くの支線を建設する許可を議会から得た。これらのすべてが建設されたわけではないが、本線と同時に開業したハディントンへの支線に加えて、これらの路線は1855年までの時期に建設された。
- マセルバラへの支線、旧エディンバラ・アンド・ダルキース鉄道のフィッシャーロウ支線をエスク川を越えて延長したもので、1847年7月16日に開業した[14]。フィッシャーロウは貨物専用に縮小され、本線上にあったマセルバラ駅はインヴァーエスク駅へ改称された。
- トレナントまでの短い鉱石輸送線、1849年開業。
- ドレムからのノース・ベリック線、1850年開業。
- ダンス支線、1849年開業[15]。
- ホイック線セント・ボスウェルからのケルソまでの支線、1850年開業[3][4][16]。

## 競争
カレドニアン鉄道は、1848年3月からカーステアズ経由で乗換のない直通列車を運行できるようになった。ロンドンとエディンバラを結ぶ最速列車は、どちらのルートでも12時間30分を少し上回る所要時間であったが、東海岸ルートではツイード川とタイン川を渡る2回の乗換があった。さらに、リースとロンドンを結ぶより安価な蒸気船が依然として多くの旅客を運んでいた。
鉱物輸送、特にロージアン炭田からの石炭輸送が最大の収入源であったが、西海岸や当時発展しつつあったモンクランドの鉄鋼業への石炭輸送は問題含みであった。

## リアマンスの退任
ノース・ブリティッシュ鉄道の会長はジョン・リアマンスであった。初期から彼は、ノース・ブリティッシュ鉄道の拡大こそが前進であると考えており、他の取締役と連携して個人的にも会社を通じても他の鉄道に対して大規模に投資をおこなっていた。場合によってはこれは鉄道網を利益を上げられるように拡大するためのものであったが、多くの場合には競合相手、特にカレドニアン鉄道を単に締め出すためのものであった。しばらくの間は株主はリアマンスに同調していたが、投資の規模が開示されるにしたがい、次第に不安が広がるようになった。1851年には、ノース・ブリティッシュ鉄道の額面25ポンドの株式は6ポンド（2019年の価値にして662ポンド相当）で取引されていた。1851年の株主総会において、会社の鉄道網が89マイル（約142.4キロメートル）であったときには収入が39,304ポンドであったのに、鉄道網が146マイル（約233.6キロメートル）になった今でも収入は39,967ポンド（2019年の価値にして4,408,282ポンド）であると指摘された。巨額の資金が失敗した事業で償却され、一方で同様に巨額の費用が新たな事業に投じられようとしていた。株主の中には、ジョージ・ハドソンが8パーセント上乗せで会社を買収すると1847年に提案していたが、拒絶したことを思い出す者もいた。カレドニアン鉄道も同様に鉄道網を拡大しようとしていたが、小規模の鉄道会社を借り受けることによって実現しており、初期に巨額の支払いが発生することを回避していたということは注目に値する。
1852年初めに、新たな優先株の発行に失敗し、3月の株主総会において取締役2名が辞任し、リアマンスも適当な時期に辞任すると宣言せざるを得なくなった。持ちこたえることができる状況ではなく、1852年5月13日にリアマンスも辞任した。ジェームズ・バルフォアが後任となったが、バルフォアはこの任に適しておらず、またノース・ブリティッシュ鉄道の今後にほとんど影響力を持っていなかった。彼もまた退任し、1855年にリチャード・ホジソンが後を継いだ。彼の仕事は厄介なもので、ある時期には普通株に対して配当が支払われなかった。
1856年9月までには、ホジソンは取締役会の反対派閥を追い出し、営業経費率は44パーセントまで下がった。1856年7月15日の臨時株主総会において、会社の財務案が通過し、会社は株式の新規発行と、それによって得られた資金で負債を返済できると発表した。また彼は、いくらか時期尚早ではあったが、会社は債務なしになったと発表した。普通株への配当は2.5パーセントとなった。

## ボーダーズの路線群
1856年4月に、独立資本のセルカーク・アンド・ガラシールズ鉄道が開業し、その路線はノース・ブリティッシュ鉄道によって営業されることになった。さらに続いて1856年7月にはノース・ブリティッシュ鉄道とロックスバラで接続しているジェドバラ鉄道も開業し、同様にノース・ブリティッシュ鉄道が営業することになった。セルカーク・アンド・ガラシールズ鉄道は1859年にノース・ブリティッシュ鉄道が吸収し、ジェドバラ鉄道も1860年に吸収した。
ホジソンは、ホイックからカーライルまでの延伸が優先であるというリアマンスの言葉を繰り返した。カレドニアン鉄道が自身の支線をカーライルからホイックまで建設する意図があると述べたことや、独立したボーダー・カウンティーズ鉄道が同様の路線を意図しているとしたことから、この実現は不透明なものとなっていた。ボーダー・カウンティーズ鉄道は、ニューカッスル・アンド・カーライル鉄道からヘックスハムで分岐し、北へ鉱物資源に富むと予想されていた地域へと結ぶ投機的な路線であった。同社は1854年に承認され、チョラーフォードまで1858年に開通した。その重要性は、カーライルとホイックの間の地域に通じる可能性にあった。1857年にボーダー・カウンティーズ鉄道は、ホイック線と接続する路線の法案を議会に提出した。これは不成功に終わったが、ホジソンはノース・ブリティッシュ鉄道の株主に対して、ホイックからカーライルまでの延長に45万ポンド（2019年の43,245,200ポンド相当）を投じることを彼の説得により認めさせた。しかし1858年の会期に議会に提出された法案は、カレドニアン鉄道の法案と競合するとして拒絶された。
ホジソンは、相互に痛み分けとして、カレドニアン鉄道とこの路線を共同で建設し運営する連合を形成しようとした。彼の目的は明らかにカーライルを経由してさらに南への連絡を確保することであり、カレドニアン鉄道はその意図を見抜いて提案を受け付けなかった。ノース・ブリティッシュ鉄道は、1859年の会期にカーライルへの路線を建設する新たな法案を提出した。ホジソンは、瀕死のポート・カーライルドック鉄道およびカーライル・アンド・シロス・ベイ鉄道ドックを買収することに合意していた。これらの路線はカーライルに駅を持っており、カレドニアン鉄道とカーライル・シタデル駅で連絡し、西海岸の港シロスまでを結んでいた。1859年7月21日にカーライル延長線（ボーダー・ユニオン鉄道と呼ばれるようになる）とカーライル周辺の小鉄道を吸収することを認める法律が女王裁可を得た。同日、ボーダー・カウンティーズ鉄道も延長線を認可されたが、これはノース・イースタン鉄道を経由せずにニューカッスルへ到達することをにらんだホジソンの支持を得ていた。ボーダー・カウンティーズ鉄道は1860年にノース・ブリティッシュ鉄道に吸収された。
ボーダー・ユニオン鉄道の建設はゆっくりとしたものであった。カーライルから、ロングタウンから遠くないスコッチ・ダイクまでの貨物営業は1861年10月11日に開始され、全線は1862年6月32日に貨物営業を開始し、旅客に対しては1862年7月1日に営業を開始した。ボーダー・カウンティーズ鉄道は同じ日に全通した。ボーダー・カウンティーズ鉄道はニューカッスル・アンド・カーライル鉄道にヘックスハムで接続していた。ノース・イースタン鉄道はニューカッスル・アンド・カーライル鉄道を吸収することを望み、ノース・ブリティッシュ鉄道はニューカッスル・アンド・カーライル鉄道線での運行権を獲得することと引き換えに、ノース・イースタン鉄道による吸収合併への反対を撤回した。ノース・ブリティッシュ鉄道は、ボーダー・カウンティーズ鉄道経由でニューカッスルまでの列車を走らせる権利を得た。ボーダーズを通る2本の路線を通る経路は長く険しいものであったが、ニューカッスルへの到達は非常に重要な達成であると思われた。引き換えにノース・イースタン鉄道はベリックからエディンバラへの運行権を獲得した。もしホジソンが公平な取引であると考えていたとしても、すぐにその考えをなくしてしまったであろう。ノース・イースタン鉄道は、貨物および旅客列車をエディンバラまで本線上を運行できるようになったのである。
ホジソンのカーライル連絡に関する信念も、同様に根拠のないものであった。通しの予約もカーライル以南への運行も拒絶されたのである。投下した資本が再び会社の財務状態を悪化させ、配当は1パーセントへと低下した。
1861年から段階的に開業したボーダー・ユニオン鉄道は、後にウェイヴァリー線と呼ばれるようになるが、1862年8月1日に全通した。この路線の沿線には限られた人口しかおらず、カレドニアン鉄道は通しの列車運行を妨げ、旅客の通しの予約も拒否し、貨物もまたノース・ブリティッシュ鉄道を避けて運行された。ノース・ブリティッシュ鉄道は、偶然手にしたシロスまでの連絡線を利用して船に貨物を積み替えていたが、しばらくの間この路線は投じた費用に比べて疑わしい価値しかなかった。ミッドランド鉄道が1875年になって（貨物営業、旅客営業は1876年から）セトル-カーライル線を開業させたことでようやく、ノース・ブリティッシュ鉄道はカーライルにおいて協力的なイングランド側の事業者を得ることになった。
1863年にベリックシャー鉄道がセント・ボズウェルからダンスまで、同社の路線の一部を開業し、1865年に全通した。この路線はノース・ブリティッシュ鉄道によって営業され、初期に同社が開通させたダンス支線からの延長ルートを形成した。ベリックシャー鉄道は、おそらくカレドニアン鉄道がこの地方に入ってこないようにする戦略的な観点から、ノース・ブリティッシュ鉄道から大いに支援された。ノース・ブリティッシュ鉄道は同社を1876年に吸収した。

## 再度の買収
1862年までの期間、ホジソンの改善された経営により、財務状態は大幅に改善された。普通株に対する配当は3パーセントに上ることも一般的であった。
路線網の地理的な拡大は、将来自社にとって友好的な支線を形成するであろう会社の議会に対する保証金の出資に留め、またそうした路線群を運営する予備的合意を結んでいた。エディンバラ周辺においてダルキース線への接続にいくらか変更が行われ、リース線およびマセルバラ線へ本線からそれぞれポートベロおよびワントン・ウォールズにおいて直接接続できるようになった。
1861年7月からピーブルズ鉄道を借り受けた。1862年にはさらに大きな成果を獲得した。エディンバラ・アンド・ノーザン鉄道はその起点の都市から拡大し、エディンバラ・パース・アンド・ダンディー鉄道となって、フォース湾およびテイ湾のフェリーでの横断を挟むものの、会社名にある3都市を結ぶようになっていた。また同社はスターリングで分岐して非常に生産性に富む炭田を横断してダンファームリンに向かう支線も保有しており、これ以前にファイル・アンド・キンロス鉄道およびキンロスシャー鉄道も吸収していた。同年、ノース・ブリティッシュ鉄道はウェスト・オブ・ファイフ鉄道港湾を吸収し、産炭地帯へさらなる連絡を図るとともに、チャールズタウン港へも接続した。

## 1864年から1866年、上り調子の後の大災難

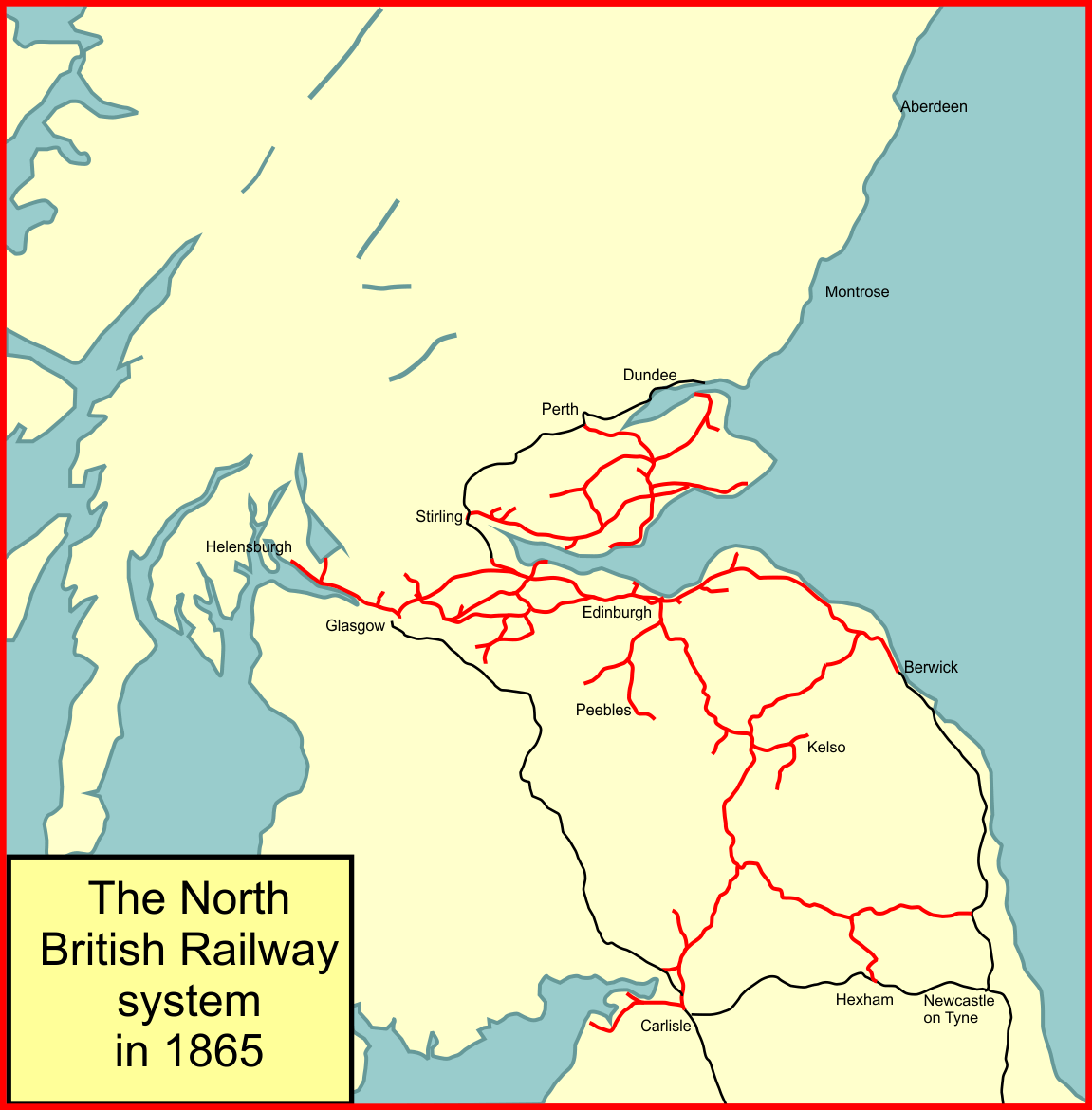
1865年時点のノース・ブリティッシュ鉄道網

ボーダー・ユニオン鉄道の全通以来、旅客列車はポート・カーライル鉄道のキャナル駅に発着していた。1864年までにはこの路線は全線が複線化され、1864年7月1日から旅客列車はカレドニアン鉄道線に入ってシタデル駅に発着するようになった。財務状態はいくらか良くなり、普通株に対して2パーセントの配当が8月に発表された。さらに興奮させる事態が起き、エディンバラ・アンド・グラスゴー鉄道は長い間カレドニアン鉄道に合併することを考えていたが、モンクランド鉄道とともにノース・ブリティッシュ鉄道に合併することを考えるようになった。エディンバラ・アンド・グラスゴー鉄道はかなり重要な鉄道網で、スターリングからダンファームリンへの路線やバスゲートおよびモーニングサイド線などを含んでいた。さらにグラスゴー・ダンバートン・アンド・ヘレンズバラ鉄道を運営していた。モンクランド鉄道は1848年により古い炭鉱鉄道をいくつか合同して設立され、エアドリーおよびコートブリッジ周辺で鉄道を営業していた。こうした鉄道の主な事業は依然として鉱物資源の輸送であり、営業経費は高かったものの、十分な利益を上げていた。
エディンバラ・アンド・グラスゴー鉄道とモンクランド鉄道が1865年7月31日に合併し、その合併した会社が翌日ノース・ブリティッシュ鉄道に吸収されることを承認する法律が1865年7月4日に通過した。評論家の中には、エディンバラ・アンド・グラスゴー鉄道がノース・ブリティッシュ鉄道を吸収したのかもしれないと予想するものもいたが、実際のところ新しい取締役会は旧ノース・ブリティッシュ鉄道の取締役13人と旧エディンバラ・アンド・グラスゴー鉄道の取締役2人で構成されていた。ノース・ブリティッシュ鉄道はずっと日曜日にも列車を運行してきたのに対し、エディンバラ・アンド・グラスゴー鉄道では日曜日に列車を運転していなかったが、合併後はその本線で日曜日にも列車が運行されるようになった。これは、安息日の慣習を厳格に順守しようとする人たちからの抗議を招いたが、ノース・ブリティッシュ鉄道はこの点に関しては自身の立場に固執した。
この合併によりこれらの鉄道の他に、当時建設中であったシティ・オブ・グラスゴー・ユニオン鉄道の一部の株式もノース・ブリティッシュ鉄道が手にした。この線が完成すると、ノース・ブリティッシュ鉄道はこの路線とゼネラル・ターミナス・アンド・グラスゴー・ハーバー鉄道を通ってクライド川の埠頭へと到達できることになる。
1865年夏の時点までに、ノース・ブリティッシュ鉄道は450マイル（約720キロメートル）の路線を有するまでに成長し、そのうちおよそ半分が複線、残りの半分が単線であった。これに加えてさらに40マイル（約64キロメートル）の単線の独立した会社の営業を引き受けていた。
1866年の時点での以下のカレドニアン鉄道との比較は、会社の状況をよく表している。
| 1866年         | ノース・ブリティッシュ鉄道 | カレドニアン鉄道 |
| -------------- | -------------------------- | ---------------- |
| 認可株主資本   | 16,687,620ポンド           | 17,429,181ポンド |
| 線路長         | 735マイル                  | 673マイル        |
| 運輸収入       | 1,374,702ポンド            | 1,784,717ポンド  |
| うち旅客収入   | 561,185ポンド              | 638,376ポンド    |
| うち貨物収入   | 813,517ポンド              | 1,146,341ポンド  |
| 旅客列車マイル | 2,577,614マイル            | 2,699,330マイル  |
| 貨物列車マイル | 3,571,335マイル            | 3,976,179マイル  |
| 機関車数       | 367                        | 479              |
| 客車数         | 1261                       | 1068             |
| 貨車数         | 16,277                     | 13,505           |

1866年春に、ホジソンは普通株に対して3パーセントの配当を宣言したが、株価は下がり続けた。1866年秋にはホジソンは再び普通株に対して3パーセントの配当を提案したが、会社の新しい書記官のジョン・ウォーカーは、財務委員会に対してノース・ブリティッシュ鉄道の真の財務状態について警告した。新しい優先株発行は失敗し、社債の利子や優先株に保証された配当を払うことは不可能であると示された。明らかに、新たな資本金で配当を支払おうと意図していたのである。これが明らかとなって、ノース・ブリティッシュ鉄道の普通株の株価は一晩で8パーセント下落した。幅広い財務の不適切さと不正経理が明らかとなり、すべてホジソンの責任とされ、1866年11月14日に開かれた臨時株主総会において報告された。
ホジソンはひどい頭痛がするとしてこの総会には出席せず、代わりに辞任届を送り付けた。前任の会長であったジョン・バルフォアが総会の議長を務めた。調査委員会は非常に長い報告を提出し、
単に株主に対して報告し、実際には存在せず実際に稼ぎだしたわけではないと知っていた収入を株主に分配するために、意図的な不正経理を長年にわたって行っただけでなく、半年ごとの収入報告書の偽造と事実の一般的な虚偽表示を支えるために注意深く非常に巧妙な架空口座の捏造が行われ、続けられてきた。
と述べられていた。
取締役会はほぼ全員が辞職し、4人のみが継続性のために残され、またこれ以前の決算書と宣言されていた配当金は撤回された。配当金の支払いはなくなり、代わりに償還まで4パーセントの利子を払う債券が発行された。総会は当然長くなり、荒れる場面もあった。翌日グラスゴー・ヘラルド紙に掲載された議事録は、2ページ半にも及んだ。
1866年12月12日、暫定会長が5.5パーセント優先株を総額1,875,625ポンド（2019年の価値にして175,038,900ポンドに相当）発行し、会社のすべての財務上の債務に充てる意図を発表した。12月22日のグラスゴー・ヘラルド紙は8行の記事を載せ、暫定会長が辞任し、ジョン・スターリング・オブ・キッペンダビーが会長に任命されたと報じた。
経営上の処理が続けられる中、1866年にはモンクトンホールからスミートン経由でダルキースへの路線が開通し、ブレーン・バレー線も開通した。しかしブレーン・バレー線での旅客営業開始は、エスク・バレー線が1867年に開業したのと同時であった。

## キッペンダビー経営下のノース・ブリティッシュ鉄道
会社は、既存の鉄道網での収入を伸ばそうとし始めた。キッペンダビーはカレドニアン鉄道の取締役出身であったこともあり、カレドニアン鉄道との関係が改善され、シティ・オブ・グラスゴー・ユニオン鉄道への貢献を受けるのが容易となった。一時は、グラスゴー・アンド・サウス・ウェスタン鉄道と共同でこの路線上にかなり広大なターミナル駅を模索していたが、その建設費用は非常に巨大で、この時点で推進することはできなかった。
1867年9月12日の株主総会において、1,875,625ポンド（2019年の167,302,400ポンドに相当）の債務取り扱いに関して合意に達していると報告された。しかし、
会社は新線を建設する義務を負っており、さらに2,600,000ポンドを要する。この債務を抑制することが本質的であるが、取締役らは新線建設工事を無差別に中止することは望ましくないと判断している。その結果、財政法において一部の予期しない工事を独立した事業体に分割する準備がなされている。取締役らは、特定の地域の便宜のために必要とされ、大部分はその地域の利益に委ねられているような支線を建設するための出資金を地元の関係者に求めており、そうした工事がすぐに進められるかどうかは地元の人たちにかかっているとした。

## カレドニアン鉄道との収入共有協定
改善されたカレドニアン鉄道との関係に基づき、キッペンダビーは1868年1月16日にカレドニアン鉄道との収入共有協定を結んだ。この協定には、ノース・ブリティッシュ鉄道の財務上の問題により遅れているプロジェクトの期限延長に関して、カレドニアン鉄道が反対しないことも含まれていた。
1869年にはカレドニアン鉄道とノース・ブリティッシュ鉄道は再び論争となった。今回の主な論点は、ウェイヴァリー線とそこに起因する輸送量の割合についてであった。カレドニアン鉄道は1867年にロンドン・アンド・ノース・ウェスタン鉄道と秘密裏に協定を結んでいたことが発覚した。この協定では、ノース・ブリティッシュ鉄道へほとんど貨物を流さないことになっており、露見したことで両者の関係にひびが入った。実際のところ、ウェイヴァリー線が問題の根元となるようカレドニアン鉄道はできる限りのことをしていた。1869年末には収入共有協定は死文となった。

## 財務改善と支線群
1868年5月22日から、かつてのエディンバラ・リース・アンド・グラントン鉄道線にピアシル経由で連絡する新たな線が開通した。この連絡船は、ファイフへの旅客のフェリー連絡に以前使われているグラントンおよび同じく貨物連絡に用いられているリースへ、より現代的な線路となるものであったが、遠回りであった。シティ・オブ・グラスゴー・ユニオン鉄道は完成が遅れており、予算をはるかに上回っていたが、ノース・ブリティッシュ鉄道はカレッジに適切な貨物駅を設けることを望んでおり、コートブリッジからグラスゴーへの路線建設への支援が提供された。1868年を通じて、会社の財務状態をうまく管理するための着実な進捗があり、1869年1月には株式への配当と債券の償還が間もなくできると発表された。
1870年にコートブリッジからグラスゴーへの路線が開通し、まずガローゲートまで開業して、1871年にはカレッジ駅まで開業し、この時点でノース・ブリティッシュ鉄道はエディンバラとグラスゴーを結ぶ将来性のある旅客列車をエアドリー経由で運行できるようになった。

## ノース・イースタン鉄道との通し運行
1869年6月1日から、ノース・イースタン鉄道はエディンバラまでの旅客列車を、自社の機関車で通し運行するようになった。この協定はボーダー・カウンティーズ協定の一環として1862年に結ばれていたものであった。7月からノース・イースタン鉄道はすべての直通旅客列車の運行を担当するようになった。ノース・ブリティッシュ鉄道はノース・イースタン鉄道に対し、1マイルあたり1シリングの運行費を払い、運賃収入を自社のものとした。

## 北へアバディーンまで
ノース・ブリティッシュ鉄道は、自社線でアバディーンへ到達することを長らく熱望していたが、1862年のエディンバラ・パース・アンド・ダンディー鉄道買収はこれへ向けたステップであった。1866年のカレドニアン鉄道とスコティッシュ・ノース・イースタン鉄道の合併に伴う協定で、ノース・ブリティッシュ鉄道は議会でカレドニアン鉄道側から反対されることなく北への路線を提案できる権利を得ていた。1870年11月になり、ノース・ブリティッシュ鉄道はそれに該当するノース・ブリティッシュ・アーブロース・アンド・モントローズ鉄道の設立趣意書を発行した。その建設予算は171,580ポンド（2019年の16,540,000ポンドに相当）で、1865年に開通していたモントローズ・アンド・バービー鉄道を含むことになっていた。
1872年8月18日に、マーキンチにおける支線、レスリー鉄道をノース・ブリティッシュ鉄道が吸収合併する件の議会承認が得られた。

## ファイフの路線群
ファイフの西側では、初期の鉱物資源採掘から数多くの資源輸送鉄道が設立され、またダンファームリン周辺の短い鉄道群も設立された。これらが合併してウェスト・オブ・ファイフ・ミネラル鉄道が設立され、この会社は1862年にノース・ブリティッシュ鉄道に吸収された。
1862年のエディンバラ・パース・アンド・ダンディー鉄道の買収により、ノース・ブリティッシュ鉄道はソーントンから石炭が豊富な地域を通過してダンファームリンに至る路線を手に入れた。エディンバラ・アンド・グラスゴー鉄道をノース・ブリティッシュ鉄道が買収した際に、スターリングからダンファームリンへアロアを経由する路線も手に入れ、さらに西ファイフ炭田の路線群を統合していった。大部分の石炭は、バーンタイランドへ運ばれてそこから輸出されるか市場へ向けて沿岸航路で運ばれた。バーンタイランドはフェリー用の港として開発されたが、急速に輸出用に使われるようになり、ファイフでももっとも重要な港湾となった。
ファイフの東側では、初期の頃から漁業と農業に対応して鉄道が発達した。資源の開発はそれに続くもので、後に極めて重要なものとなった。独立会社のセント・アンドリューズ鉄道がルーカーズから分岐して1852年に開業した。リーブン・アンド・イースト・オブ・ファイフ鉄道は、2社の鉄道の合併で形成され、ソーントンからリーブンおよびアンストラザーを結んでいたが、しばらくの間満足な港湾連絡を持たなかった。両社は非常に安く建設され、それが建設費用を調達する助けとなったが、摩耗した線路の更新費用を賄えないままで、1877年にノース・イースタン鉄道に吸収されることに同意した。この両者の間にある農業地帯は、アンストラザー・アンド・セント・アンドリューズ鉄道が横断したが、自社単独で運営を継続できなくなり、1883年にノース・ブリティッシュ鉄道に合併した。
東ファイフでの石炭生産量が増大したため、それまで鉄道がなかった場所にも炭鉱が開設されたが、ノース・ブリティッシュ鉄道は炭鉱所有者の要望に敏感に反応しなかった。この不満が、この地域の地主であるウィームス家が独立して建設したウィームス・アンド・バックヘイブン鉄道であった。この鉄道はソーントンでノース・ブリティッシュ鉄道に接続した。東ファイル炭田のすぐそばにあるリーブンとメトヒルには港があったが、ノース・ブリティッシュ鉄道はバーンタイランドへ石炭を輸送することに満足しており、これが不満を招いてメトヒル港を独立して開発する動きにつながった。ノース・ブリティッシュ鉄道はこの動きに不承不承従い、1889年にウィームス・アンド・バックヘイブン鉄道を買収し、またメトヒル港の開発を行った。

## カレドニアン鉄道との合併提案
カレドニアン鉄道との関係は再び改善し、1871年後半になると合併するという提案が出てきた。この意見は、両社の取締役会が1871年11月29日に合併に合意したことで明確なものとなった。
しかし、ノース・ブリティッシュ鉄道の株主たちはこの話を懐疑的に受け取った。初期の合併提案では、ノース・ブリティッシュ鉄道側が合併会社の収入の45.5パーセントのみを受け取ることになっていたために拒絶されたが、今回取締役会が支持した合併枠組みでは配分額が39パーセントとなっていたためである。収入分配の比率を決定する基準年において、それまで蓄積されていた保守作業を一度に行っていたことが、ノース・ブリティッシュ鉄道の純収益を不釣り合いに低下させていたことが示唆された。
総会後も、株主の合併提案への反感は収まらず、1872年2月2日になりノース・ブリティッシュ鉄道取締役会は合併提案を今後続行しないと発表した。カレドニアン鉄道側はこれに反発し、「我々は疑いなく、昔ながらの競争関係を再開するであろう」と述べた。

## 支線群
1872年8月18日には、ノース・ブリティッシュ鉄道が破産したノーサンバーランド・セントラル鉄道を吸収することが議会承認された。
ペニクック鉄道は1872年に開業し、エディンバラ・ローンヘッド・アンド・ロスリン鉄道は1873年から段階的に開業した鉄道であり、どちらの路線もノース・ブリティッシュ鉄道が運営していた。1874年にホワイトインチ鉄道が開業し、これもまたノース・ブリティッシュ鉄道が運営を行い、非常に長い構想期間を経てノース・ブリティッシュ鉄道の支線であるストブクロス鉄道が開通して、クライド川に面する新しいクイーンズ・ドックへ到達できるようになった。このドック自体が建設に長い時間がかかり、完全に開業するのは1877年のことであった。
1871年1月1日にデヴォン・バレー鉄道がノース・ブリティッシュ鉄道の所有となった。
1876年にピーブルズ鉄道、ベリックシャー鉄道、ペニクック鉄道を吸収した。
1877年11月1日にシェトルストンから分岐して、グラスゴー・ボスウェル・ハミルトン・アンド・コートブリッジ鉄道が開業した。この路線もまたノース・ブリティッシュ鉄道が営業し、1878年には吸収する合意に到達した。この路線は、石炭が豊富なカレドニアン鉄道側の営業領域に長く浸透しているものであった。1878年2月にノース・モンクランド鉄道が開業し、これもまた主に鉱物資源輸送を意図したものであった。
1879年に、キルシスからの鉱物資源輸送を主な目的としたケルヴィン・バレー鉄道が開業した。この鉄道はノース・ブリティッシュ鉄道からは熱狂的に歓迎されたというわけではなかったが、にもかかわらずノース・ブリティッシュ鉄道が運営することになった。

## さらなる財務問題
1873年からの時期に、収入の増加をかなり上回る速さで営業経費が増大し、ノース・ブリティッシュ鉄道は普通株への配当支払いを停止したが、この時点でスコットランドの鉄道において唯一の無配当会社であった。この状況を管理下に置くべく協調した行動がとられ、1875年9月の株主総会においては4パーセントの配当が発表された。

## ミッドランド鉄道のカーライル到達
1875年9月にミッドランド鉄道のセトル-カーライル線が開業し、ついにミッドランド鉄道は自社線でカーライルへ到達した。ミッドランド鉄道は、ノース・ブリティッシュ鉄道にとってカーライルにおいて他社線と太刀打ちのできる直通ルートを形成する上で、自然な提携企業であった。しかし旅客営業を開始するのは翌年のこととなった。

## テイ湾とフォース湾の横断

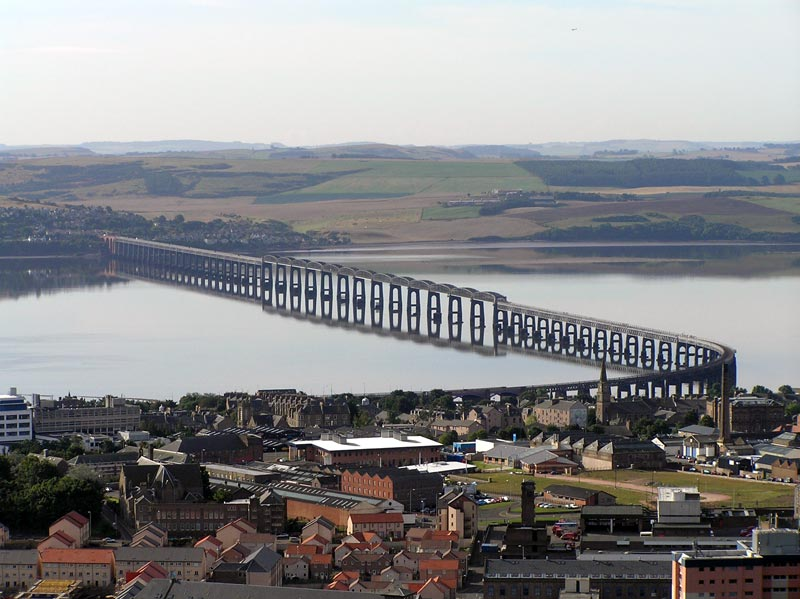
テイ橋

1877年5月31日にテイ橋が公式に開業した。これに伴いノース・ブリティッシュ鉄道の列車運行系統に大きな変化が発生した。この日まで、ノース・ブリティッシュ鉄道の利用者はテイ湾をフェリーで渡ったうえで、到着したダンディーではカレドニアン鉄道と連絡するダンディー・アンド・アーブロース鉄道に乗り換えることとなっていた。ノース・ブリティッシュ鉄道がアバディーンまで実質的に独自のルートを最終的に形成できるようにする議会による安全措置として、ダンディー・アンド・アーブロース鉄道はこの日からカレドニアン鉄道とノース・ブリティッシュ鉄道が共同で所有するようになった。
この成功は、1879年12月28日に橋の一部が崩落するという事故が起きたことで惨事へと転じた。テイ湾に列車が転落して74人または75人が死亡した。この事故は人的な損害だけでなく、当時エディンバラからダンディーまで独自の路線を最終的に形成することになるフォース橋の建設を計画していたノース・ブリティッシュ鉄道にとって大きな衝撃であった。会社はただちにテイ橋の再建に取り掛かることを決定し、最初は既存の橋の修理と再建を想定していた。テイ橋は技術者のトーマス・バウチが設計したものであり、提案されていたフォース橋の設計も彼によるものであった。事故調査が進むにつれ、バウチのテイ橋設計における欠陥が明らかとなっていき、彼の設計に基づくフォース橋の建設は推進されないことになった。テイ橋の修理計画は、新橋の建設に置き換わった。新しい橋は複線となり、ノース・ブリティッシュ鉄道の全責任において建設されることになった。1881年7月18日にテイ橋の代替新設の法案が女王裁可を受け、沈滞した雰囲気が吹き飛ばされた。
1887年6月10日に新しいテイ橋を最初の旅客列車が渡り、1887年6月20日から通常営業が開始された。
ここから先のアバディーンまでの経路も準備されており、1881年3月にアーブロースと、モントローズの北にあるキンナバー分岐点までの間の路線が開業した。テイ橋の代替が完成したことで、ノース・ブリティッシュ鉄道はアバディーンまでの自社列車をほぼ自社管轄下で営業できるようになったが、キンナバー分岐点より北では依然としてカレドニアン鉄道線を運行権を使って走らせなければならず、またこの時点ではまだフォース橋も完成していなかった。

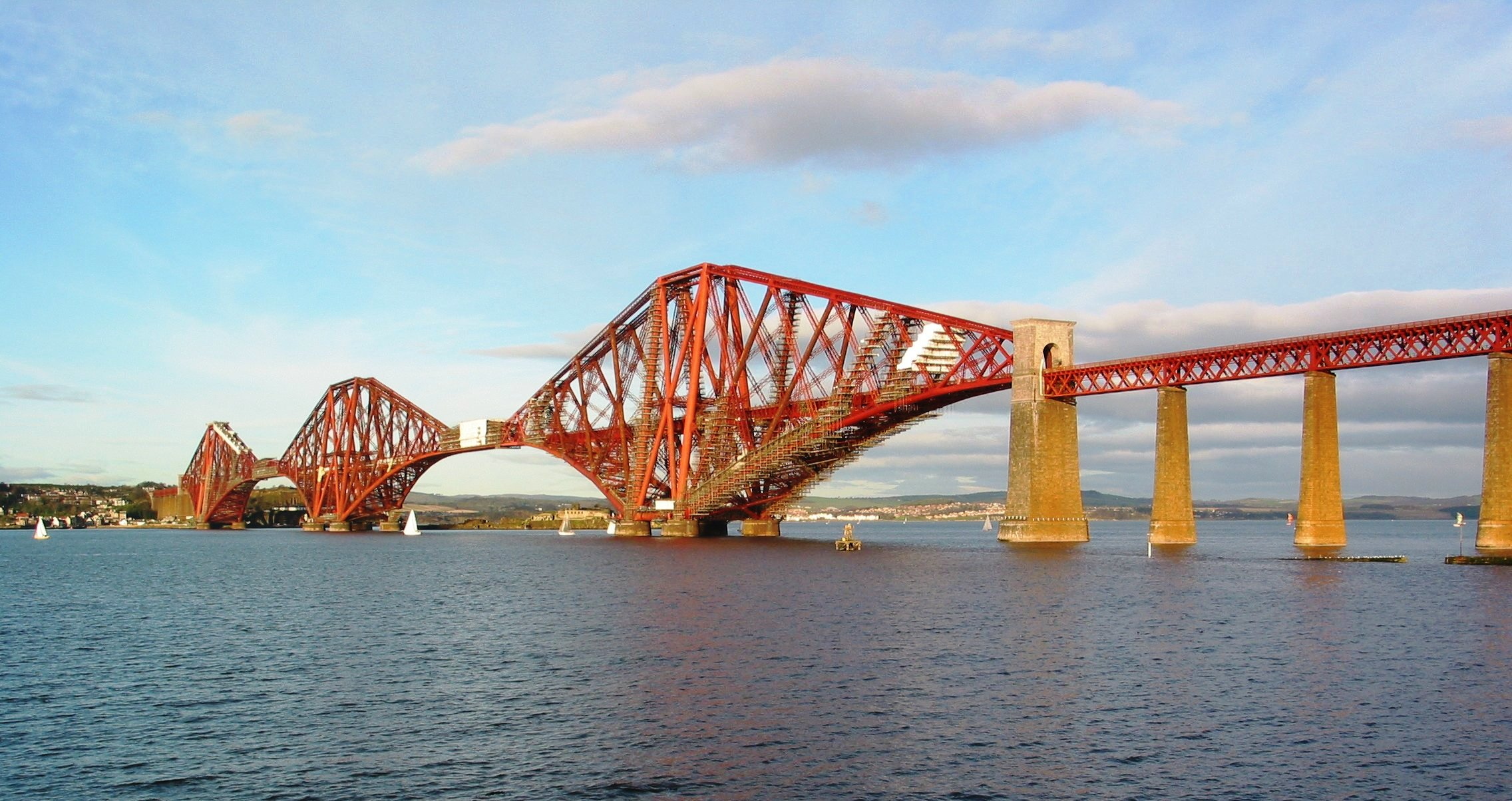
フォース橋は共同事業として推進され、ノース・ブリティッシュ鉄道は35パーセントを所有していた

最初のテイ橋が崩落した時点で、フォース橋の計画はかなり進捗していた。トーマス・バウチが両方の設計に責任を負っており、バウチがテイ橋の事故に責任があることが明らかとなって、フォース橋の工事は中断された。新しい設計を求めることが決まり、また建設費は分担することになった。フォース橋鉄道会社が橋を建設し、この会社はノース・ブリティッシュ鉄道が30パーセント、ミッドランド鉄道が32.5パーセント、ノース・イースタン鉄道が18.75パーセント、グレート・ノーザン鉄道が18.75パーセントを所有していた。
ノース・ブリティッシュ鉄道は、グレンファル線の建設、キンロスを通りキンロスからパースへ繋ぐ2級路線の改良、ファイフの沿岸に沿って運行される列車が橋に到達できるようにするインヴァーカイシングからバーンタイランドまで路線の建設といった件に関して再申請を行った。フォース湾の南側でも、エディンバラとグラスゴーからより直接的に橋へと連絡するために新しい路線が必要になった。
1890年3月4日にフォース鉄道橋は開通した。この日まで、ノース・ブリティッシュ鉄道は旅客と貨物をフォース湾を渡るフェリーで運ばなければならなかった。フォース鉄道橋の開通により、ファイフとロージアンの鉄道網の構造は変革されたが、ノース・ブリティッシュ鉄道は新しい橋への接続路線の整備が遅れており、当初はローカル列車のみが橋を運行していた。橋の全面開業は、コーストフィンからダルメニーまでの新線開通と、キンロスにおける路線の改良が完了した1890年6月2日のこととなった。ノース・ブリティッシュ鉄道はここについに、カウデンビースおよびキンロスを経由してパースへ至る第一級の路線と新しいグレンファル線を手に入れ、さらにインヴァーカイシングからバーンタイランドへ至る新線も手に入れた。
橋へのアプローチ路線群は完成したが、エディンバラ・ウェイヴァリー駅の不適切な状態が大きな不評を招いていた。駅で多くの列車が車両の連結と切り離しを行っており、線路の配置とプラットホームの設備は非常に不適切なものとなっていた。フォース橋鉄道会社の共同出資者は、ノース・ブリティッシュ鉄道自身と同じく、橋に巨額の費用を投じており、こうした巨額の投資が完成した今となって批判的なメディアの論調にうろたえることになった。

## ノース・クライドサイド
1865年にエディンバラ・アンド・グラスゴー鉄道をノース・ブリティッシュ鉄道が吸収した時点で、ダンバートンやレーブン川地域の重要な工業地帯へ到達できる、旧グラスゴー・ダンバートン・アンド・ヘレンズバラ鉄道も入手した。クライド川を通じた蒸気船による輸送が促進され、1882年にはノース・ブリティッシュ鉄道がクレイグエンドランに埠頭を開設した。ヘレンズバラを通じて既存の埠頭に到達できる連絡鉄道を建設する初期の試みは挫折していたのである。
1863年にグラスゴー・アンド・ミルガイ・ジャンクション鉄道が開通し、発展しつつある郊外の住民輸送が促進された。
クライド川の委員は、ストブクロスに後にクイーンズ・ドックとなる施設を建設しており、ノース・ブリティッシュ鉄道はそこへ通じる効率的な鉄道の連絡を確保することを切望していた。これがストブクロス鉄道として1874年に、ドック自体の開業前に開通した。
さらに西へ、クライド川と並行であるがそこから幾分離れて線路が通じ、後年クライド川の両岸にかなりの工業地帯が発展してきたが、その多くはグラスゴーから追い出されてきた工場であった。ホワイトインチ鉄道が1874年に開通して地域の工業地帯に連絡した。この鉄道はノース・ブリティッシュ鉄道が運営し、1891年に最終的に吸収された。ストブクロス鉄道はグラスゴー・ヨーカー・アンド・クライドバンク鉄道の起点ともなり、この鉄道はよりクライド川に近いところを通って、引き続き工業が西へと移動していくことを支えた。この会社は、クライドバンクからさらに路線を伸ばしダルミュアにおいてヘレンズバラ線に連絡してループを形成した1897年にノース・ブリティッシュ鉄道に吸収された。
一方で、グラスゴー・シティ・アンド・ディストリクト鉄道が1886年に開通した。この会社もまた名目上は独立していたが、ノース・ブリティッシュ鉄道が出資しており、開業日に吸収した。路線はグラスゴーの市街地を通じて東西方向に通っており、新しい低い位置のクイーンズ・ストリート駅を備えていた。この線が近郊輸送を変革し、地域の支線列車は高架のクイーン・ストリート駅で終着する必要がなくなり、グラスゴー市街地を通り抜けていくことができるようになった。
長年にわたり、クライド川北側の発展しつつあり利益も上がる輸送に関してノース・ブリティッシュ鉄道は独占を築いていたが、最終的に名目上は独立しているがカレドニアン鉄道が出資しているラナークシャー・アンド・ダンバートンシャー鉄道が1894年から1896年にかけて段階的に開通した。この路線がダンバートンに到達したことで、旧ダンバートン・アンド・バロック鉄道をノース・ブリティッシュ鉄道との間で共同運営とするという過去の約束が発動されることになった。

## ウェスト・ハイランド鉄道
鉄道が未到達のアーガイルの広大な地方部に関して長い検討が行われたのち、後にウェスト・ハイランド鉄道となる路線をクレイグエンドランからフォート・ウィリアムまで、ほとんど人口のない地方を通じて建設する決定が行われた。建設を行う会社は独立したものであったが、ノース・ブリティッシュ鉄道が財務的に支援を行っていた。この路線は1889年に認可され、1894年8月7日に開通した。建設費は110万ポンド（2019年の126,176,600ポンドに相当）に達し、予定工費をかなり超過していた。ノース・ブリティッシュ鉄道はウェスト・ハイランド鉄道に対し、かなり少ない建設費用を前提とした配当を保証しており、この契約上の義務は、路線が生み出す収入をはるかに超える支出となった。
政策上は、この地域の西海岸における漁業者を支援することを望んでいたが、リニ湾を長く通ってこなければならない水路の関係から、フォート・ウィリアムは適切な漁港とはみなされなかった。マレーグまでの延長案が1894年7月31日に通過した時点で、財務計画がしっかり準備されていると思われていたが、補助金の支給に必要な政府保証法案は提出されず、差し当たっては補助が行われないことになった。1895年5月7日にようやく保証が準備され、26万ポンドの資本に対して3パーセントの利益を保証し、さらにマレーグの港を改良し漁港として適切にするために3万ポンドの補助金が支給されることになった。路線は1901年4月1日に開通した。
インヴァーガーリー・アンド・フォート・オーガスタス鉄道は1903年7月22日に開通した。地域の人々により推進され、1896年に認可する法案が議会を通過した。一度はグレート・グレン峡谷を縦断して鉄道を伸ばそうとしていたが、この構想は後退することになった。ウェスト・ハイランド鉄道のスピーン・ブリッジ駅で分岐して建設され、1903年からはハイランド鉄道が、1907年からはノース・ブリティッシュ鉄道が運営した。フォート・オーガスタスの人口は500ほどであった。

## キャンプシー・ヒルズ周辺の支線群
初期から、1848年にエディンバラ・アンド・グラスゴー鉄道が現在のレンジ―近郊から分岐してレノックスタウンへの支線を開通させていた。この路線は1866年から1867年にかけてブレーン・バレー鉄道によりキラーン近郊の駅まで延伸された。1877年から1879年にかけてケルビン・バレー鉄道がメリーヒルからキルシスまで開通した。主な輸送物資は鉄鉱石とキルシスの製鉄所で精錬された鉄であった。
キャンプシー・フェルズの北で、独立したフォース・アンド・クライド・ジャンクション鉄道が1856年にバロックからスターリングまで開通し、主に農業地帯を通過していた。この会社は自社線をノース・ブリティッシュ鉄道に1866年に貸し付けたが、法人としては存在し続け、1923年に鉄道網がグループ化されるまで受け取った線路貸付料を分配していた。
これにより、キラーンとフォース・アンド・クライド線の間に隙間が残り、数年後この隙間を埋めてアバーフォイルまで鉄道を伸ばすストラセンドリック・アンド・アバーフォイル鉄道が認可された。この路線は1882年に開通したが、損失を出して路線を1891年にノース・ブリティッシュ鉄道に売却した。ブレーン・バレー鉄道は同時にノース・ブリティッシュ鉄道に吸収された。当初のレノックスタウン支線はエディンバラ・アンド・グラスゴー鉄道とともに1865年にノース・ブリティッシュ鉄道に吸収されていた。
1888年7月2日、キルシル・アンド・ボニーブリッジ鉄道が開業した。主に鉄鉱石とキルシスのベアード工場で生産された鉄鋼製品を輸送する目的で、ノース・ブリティッシュ鉄道はこの路線を他の目的に使う可能性を出し惜しんでいた。実際のところキルシスにおけるケルビン・バレー鉄道の延伸であるが、カレドニアン鉄道は東側において接続してラーバートへと直通していた。

## 1891年以降

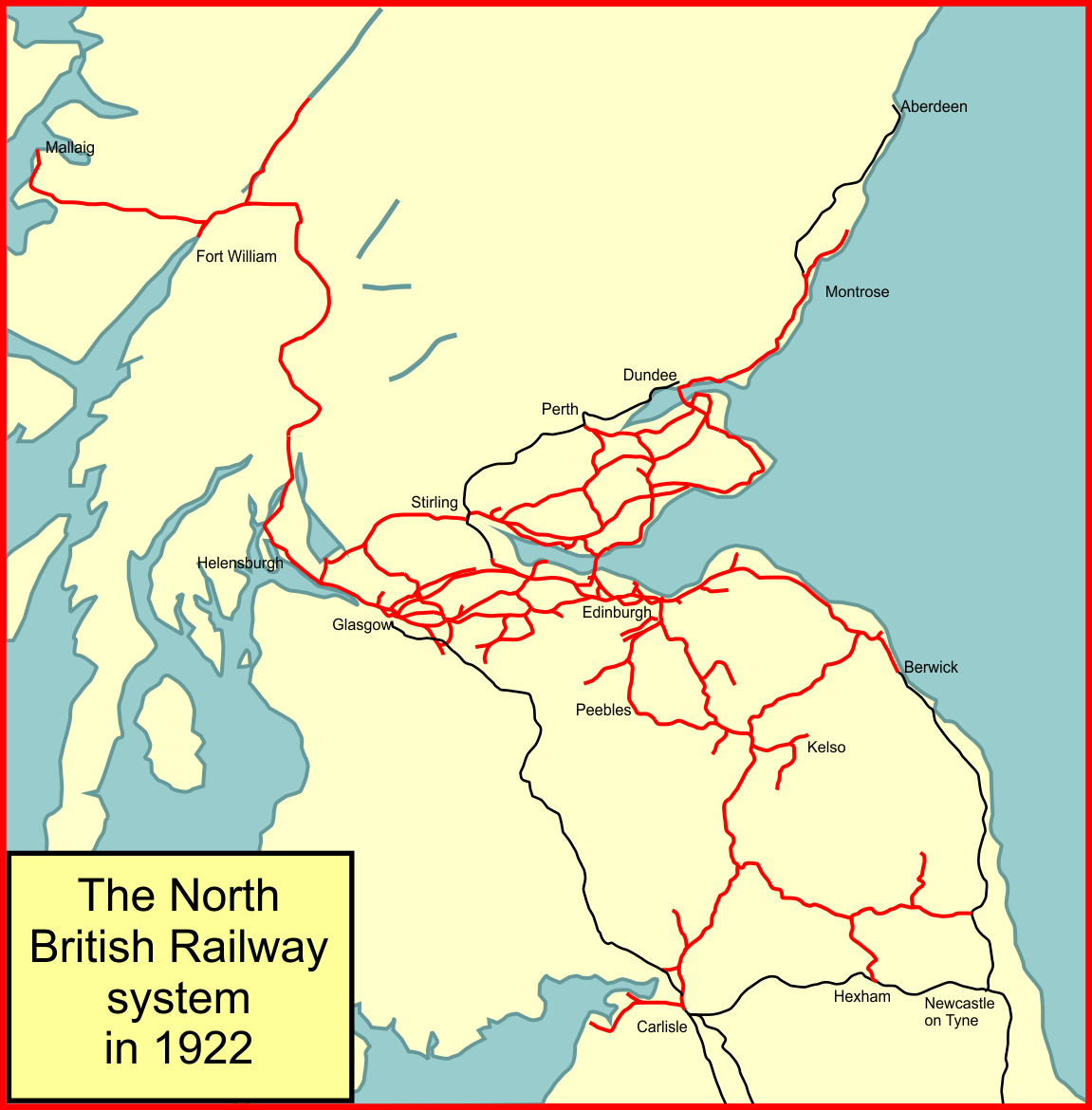
ノース・ブリティッシュ鉄道路線図、1922年時点

フォース鉄道橋開通後、ウェイヴァリー駅の混雑と不適切な設備に関する大きな不評を買っていたノース・ブリティッシュ鉄道は、周辺を開発する合意を取り付け、駅を拡張しカルトントンネルを通り西側をソートン分岐点（現在はコーストーフィンと呼ばれている）まで複々線化することを認める法案が1891年8月5日に通過した。ウェイヴァリー駅の改良工事には時間がかかり、1894年になって工事期限を延長する法律を通過させる必要があった。実際のところ、必要だと判断されていた改良工事がすべて完了するのは1899年になってのことであった。
ミッドランド鉄道は1875年に二等車を廃止し、ノース・ブリティッシュ鉄道も長い熟考の末、1892年5月1日からイングランド直通列車を除き二等車を廃止した。
1895年の7月から8月にかけて、イングランド側の提携会社は西海岸と東海岸でロンドンからアバディーンへ至る最速到達時間を競いあった。この出来事は大衆の想像をかきたて、北への競走として知られるようになった。特別な軽量列車がこのために運転された。ノース・ブリティッシュ鉄道はいくつかの理由で、この競走に参加することに消極的であった。まず、そうした列車を走らせる費用が、広報宣伝の効果に見合うか懐疑的であった。またベリックからエディンバラまでの運行権をめぐってノース・イースタン鉄道に対する悪感情が依然として存在した。さらにノース・ブリティッシュ鉄道は、カーライルにおいて提携しているミッドランド鉄道を怒らせたくなかった。ミッドランド鉄道のロンドンからカーライルまでの路線はさらに条件が悪く、この競走には参加していなかった。
1896年11月に、ノース・ブリティッシュ鉄道はベリックとエディンバラの間での運行権をめぐってノース・イースタン鉄道を民事控訴院に訴えた。ノース・ブリティッシュ鉄道は、ボーダー・カウンティーズ鉄道の形成期に自発的な意思で運行権に合意していた。民事控訴院はノース・ブリティッシュ鉄道敗訴の判決を下し、問題は貴族院（当時イギリスの最高裁判所の機能を有していた）に持ち込まれた。貴族院はこの件を鉄道運河委員に照会し、あいまいな判断を下した。このあいまいさはノース・ブリティッシュ鉄道にとって十分であり、1897年1月14日からベリック以北のすべての列車の運行権を取り返した。これはすべての長距離旅客列車がベリックにおいて機関車交換をすることを意味し、ベリックの線路配置はその目的には不便であった。ノース・イースタン鉄道は駅のすぐ南端まで線路を所有しており、機関車交換の作業ができる限り難しくなるようにしていた。
新しい軽便鉄道関連の法制を利用し、鉄道のなかったラウダーの町が支線を獲得し、1901年7月2日にラウダー軽便鉄道が開通した。
エディンバラ郊外から都心への通勤輸送需要に対応して、ノース・ブリティッシュ鉄道はコーストーフィン支線を1902年2月2日に開通させた。長らく本線上にコーストーフィン駅があったが、この時点でソートンに改称された。
キンカーディンは港として発展しつつあり、またフォース川沿いでアロアの東にある農業地帯は鉄道の便がないと判断された。ノース・ブリティッシュ鉄道はアロアからキンカーディンまでの支線を1893年に開通させた。この地域は完全に農業地帯であったが、鉄道路線の間隙を埋める需要に対応してノース・ブリティッシュ鉄道はキンカーディン・アンド・ダンファームリン鉄道を建設し、1906年に開通させた。

## 鉄道網のグループ化
鉄道網がグループ化されることになり、最後の2年間は第一次世界大戦時の戦時補償と、後継となるロンドン・アンド・ノース・イースタン鉄道への株式の移行に関する交渉が長々と行われた。1922年時点で、ノース・ブリティッシュ鉄道は旅客駅650駅と軌道延長1,377マイル（2,216キロメートル）を有していた。機関車1,074両、旅客営業収入2,369,700ポンド（2019年の130,350,000ポンドに相当）、資源輸送収入3,098,293ポンド（2019年の170,430,000ポンドに相当）、その他の収入2,834,848ポンド（2019年の155,940,000ポンドに相当）であった。
1921年鉄道法の通過後、1923年1月1日にノース・ブリティッシュ鉄道は、グレート・ノーザン鉄道やノース・イースタン鉄道、グレート・セントラル鉄道など全7社で合併し、ロンドン・アンド・ノース・イースタン鉄道となった。ライバルであったカレドニアン鉄道とグラスゴー・アンド・サウス・ウェスタン鉄道は、ロンドン・ミッドランド・アンド・スコティッシュ鉄道となった。

## 事故
- 1880年8月10日：ノース・イースタン鉄道の機関車が牽引する急行旅客列車がノーサンバーランド・ベリック・アポン・ツイードの北で軌道の欠陥のために脱線した。3人が死亡した[53]。
- 1898年1月3日：ロージアン・ダンバー（英語版）において急行旅客列車と入換作業中の貨物列車が衝突した。1人が死亡、21人が負傷した[54]。
- 1914年4月14日：ファイフ・バーンタイランド（英語版）において、信号取り扱い誤りにより、急行旅客列車が入換作業中の貨物列車と衝突した[53]。
- 1917年1月4日：ロージアン・ラーゾ（英語版）において、信号冒進した小型機関車が急行旅客列車と正面衝突した。12人が死亡、44人が重傷を負った。標準的ではない運行取り扱いが事故の主な要因となっており、以降この取り扱いは取り止められた[55]。

## 関連事業

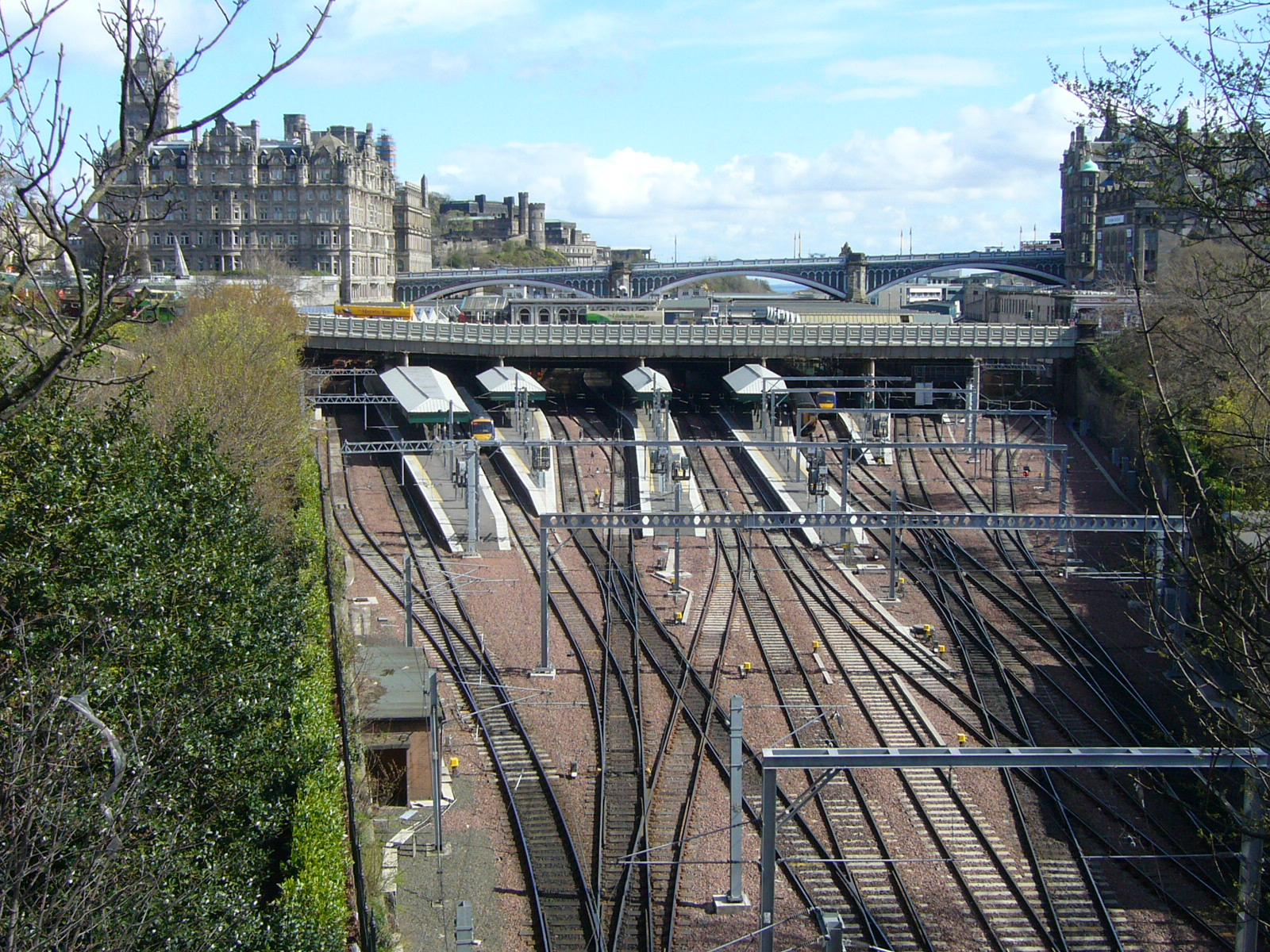
エディンバラのウェイヴァリー駅、左側にかつてノース・ブリティッシュホテルであったバルモラルホテルがある

会社の本社はエディンバラのウォータールー・プレイス23番地にあり、グラスゴーのカウレアにも事業所があった。1921年時点の資本は6700万ポンドであった。鉄道の他に、クライド川とクライド湾のクライド蒸気船を運営しており、アラン島やその西側へと結んでいた。また道路運送会社のマター・ホーウェイの49パーセントの所有権を持っていた。
エディンバラ都心部のプリンシーズ・ストリート東端にあるノース・ブリティッシュホテルは、その大きな時計を掲げた高い塔と並び目立ったランドマークであった。ホテルは1980年代にバルモラルホテルへと名前を変えたが、依然として石造物には旧称が描かれている。

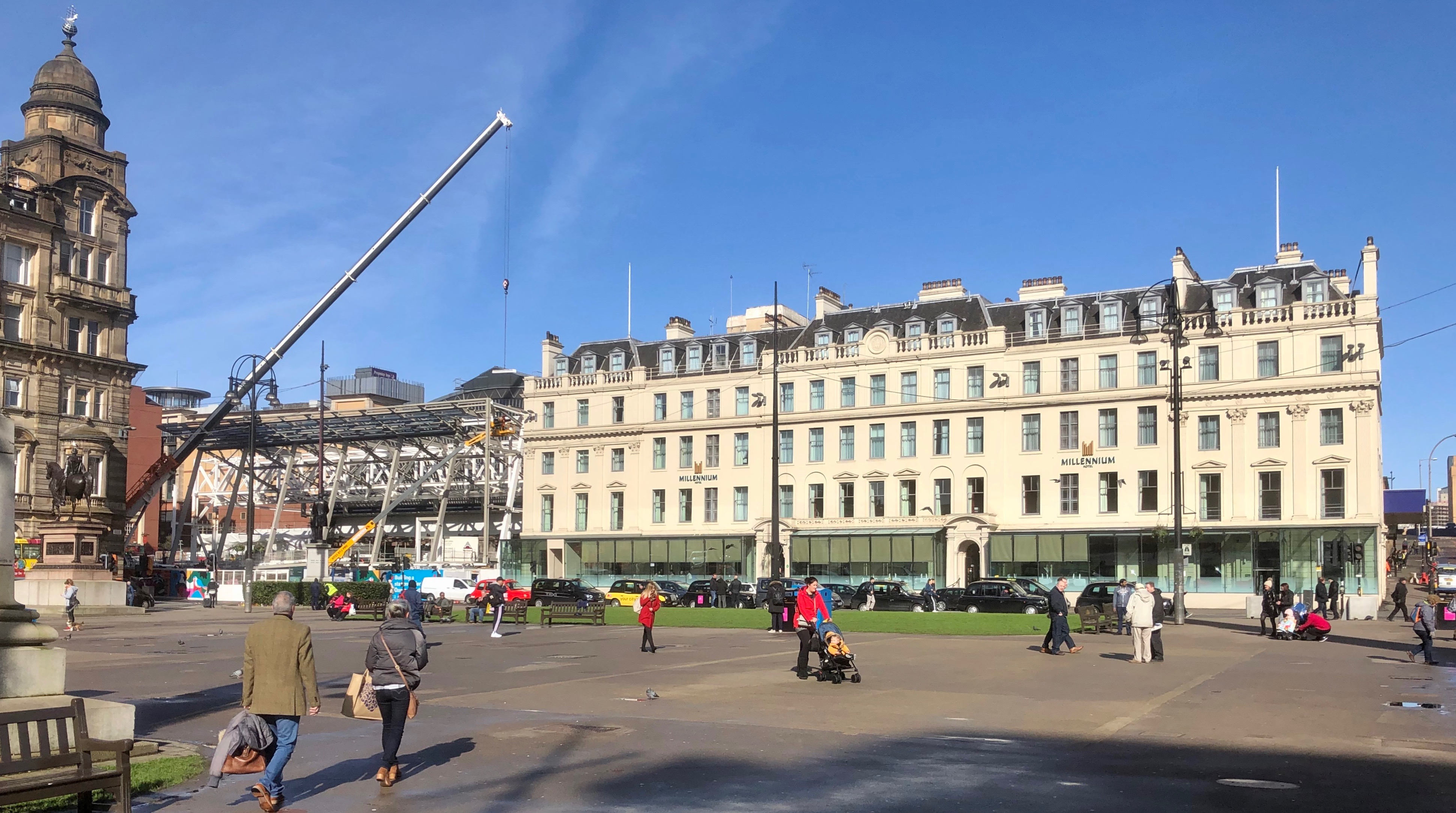
グラスゴーのノース・ブリティッシュ・ステーションホテルはミレニアムホテルへと改称した

グラスゴーでは、クイーン・ストリート駅に隣接するジョージ広場に建つ旧クイーンズ・ホテルを1905年に改装し、自社のノース・ブリティッシュ・ステーションホテルとした。この際に屋根裏部屋の階をマンサード屋根下の4階へと改築した。国有化後、ブリティッシュ・トランスポート・ホテルズとなったが、1984年にイギリス国鉄がホテルを売却し、この時点でコプソーンホテルと呼ばれていた。のちにミレニアムホテルへと改称された。

## 会社幹部

### 会長
- ジョン・リアマンス 1844年-1852年
- ジェームズ・バルフォア 1852年-1855年
- リチャード・ホジソン 1855年-1866年
- ジョン・スターリング 1866年-1882年
- ジェームズ・ファルショー（英語版） 1882年-1887年
- ウィリアム・ヘイ（英語版） 1887年-1899年
- ウィリアム・レアード 1899年-1901年
- G.B.ウィーランド 1901年-1905年
- ジョン・モンタギュー・ダグラス・スコット 1905年-1913年
- ウィリアム・ホワイトロー 1913年-1923年

### ゼネラルマネージャー
- チャールズ・F・デービッドソン 1844年-1852年
- トーマス・ケンワージー・ローボサム 1852年-1866年（ランカシャー・アンド・ヨークシャー鉄道のリバプール貨物マネージャー出身）
- サミュエル・L・メイソン 1867年-1874年（グレート・ノーザン鉄道出身）
- ジョン・ウォーカー 1874年-1891年
- G.B.ウィーランド 1891年
- ジョン・コナッハー 1891年[61]-1899年[62]
- ウィリアム・フルトン・ジャクソン 1899年-1918年
- ジェームズ・カルダー 1918年[63]-1923年（以降ロンドン・アンド・ノース・イースタン鉄道のスコットランド局ゼネラルマネージャー）

コナッハーは断固とした管理者で、彼により多くの改革が実施されたが、取締役のランドルフ・ウィームスによって与えられた仕事に関連して1899年に会社の取締役室でスキャンダルが発生した。ウィームスは巧みにこの状況を自分に都合の良いように操作し、コナッハーは辞職する以外になくなった。

### 機関車総監督（主任技師長）
ノース・ブリティッシュ鉄道は、取締役会に対して機関車の製造と保守の責任を負う役職について、機関車総監督 (Locomotive Superintendent) という役職名を好み:27、この役職名のみが会社の記録と公文書、そして機関車総監督が発送した文書のレターヘッドに現れる:114。最後に在職したウォルター・チャルマーズのみが主任技師長 (Chief Mechanical Engineer) の役職名を使ったが:112、社内ではこの2つの役職は、同じ役割を果たす異なる役職の名前であると認識されていた。
- トーマス・ウィートリー（英語版） 1867年-1874年
- デュガルド・ドラモンド（英語版） 1875年-1882年
- マシュー・ホームズ（英語版） 1882年-1903年
- ウィリアム・P・リード（英語版） 1903年-1919年
- ウォルター・チャルマーズ（英語版） 1919年-1922年